# Cyganka
Cyganka [t͡sɨˈɡanka] é uma aldeia localizada no distrito administrativo de Panki, do condado de Kłobuck, voivodia de Silésia, no sul da Polônia. A aldeia tem uma população de 158 habitantes.